# Тангеїт

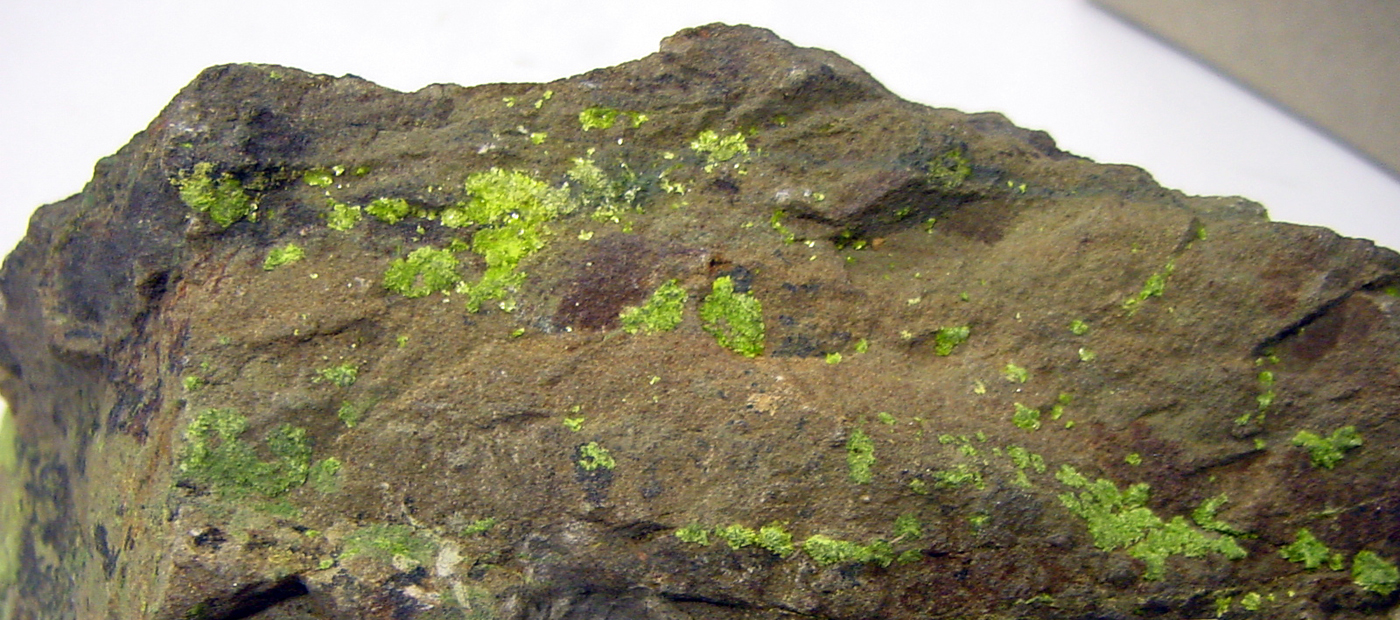
Тангеїт

Тангеїт (рос. тангеит; англ. tangeite; нім. Tangeit m) — мінерал, основний ванадат міді і кальцію острівної будови.
За назвою ущелини Танге у Ферганській долині Узбекистану (А. Е. Ферсман, 1925). Син. — кальціофольбортит.

## Опис
Хімічна формула: CaCu[OH|VO4]. Містить у % (з родов. Фрідріхроде, Німеччина): CaO — 12,28; CuO — 44,15; V2O5 — 36,55; H2O — 4,62.
Сингонія ромбічна. Дипірамідальний вид. Утворює землисті, лускуваті, волокнисті, радіаль-новолокнисті або ниркоподібні аґреґати. Спайність до-сконала в одному напрямі. Густина 3,5-3,9. Твердість 3,5-3,75. Колір оливково-зелений, сірий, зеленувато-чорний. Блиск скляний, перламутровий. Супутні мінерали: карнотит, тюямуніт.

## Поширення
Зустрічається в зоні окиснення руд та цементі пісковиків. Знахідки: у пермських мідистих пісковиках Зах. Приуралля, у ванадіїстих пісковиках шт. Юта (США) та ін. Рідкісний.